# Jumo (Kedungjati)
Jumo is een bestuurslaag in het regentschap Grobogan van de provincie Midden-Java, Indonesië. Jumo telt 4030 inwoners (volkstelling 2010).